# A Mulher na Lua
Frau im Mond (br:A Mulher na Lua pt: Uma Mulher na Lua) é um filme alemão, do ano de 1929, do gênero ficção científica, com produção, roteiro e direção de Fritz Lang. O filme é baseado na novela de Thea von Harbou de mesmo nome. Também creditados como roteristas Hermann Oberth e Thea von Harbou; música de Willy Schmidt-Gentner, e imagem de Konstantin Irmen-Tschet, Otto Kanturek, Curt Courant e Oskar Fischinger.

## Enredo
Um foguete parte para à Lua com o objetivo de encontrar ouro mas, uma desavença entre os exploradores fundada em sua cobiça e avareza, faz com que lutem até o extermínio. Restando, ao final, apenas um homem e uma mulher com vida. Como no gênese, o casal terá que recomeçar sozinho em um estranho paraíso.

## Elenco
| Nome                  | Personagem                         |
| --------------------- | ---------------------------------- |
| Klaus Pohl            | Prof. Georg Manfeldt               |
| Willy Fritsch         | Prof. Helius                       |
| Gustav von Wangenheim | Engenheiro Hans Windegger          |
| Gerda Maurus          | Friede Velten                      |
| Gustl Gstettenbaur    | Gustav                             |
| Fritz Rasp            | Não creditado                      |
| Tilla Durieux         | Não creditado                      |
| Hermann Vallentin     | Não creditado                      |
| Max Zilzer            | Não creditado                      |
| Mahmud Terja Bey      | Não creditado                      |
| Borwin Walth          | Não creditado                      |
| Karl Platen           | Homem ao microfone                 |
| Die Maus Josephine    | Não creditado                      |
| Margarete Kupfer      | Sra. Hippolt                       |
| Alexa von Porembsky   | Não creditado                      |
| Gerhard Dammann       | Chefe dos estaleiros Helius Flight |
| Heinrich Gotho        | O inquilino do segundo andar       |
| Alfred Loretto        | Não creditado                      |
| Max Maximilian        | Grotjan                            |
| Edgar Pauly           | Não creditado                      |

## Outros nomes do filme

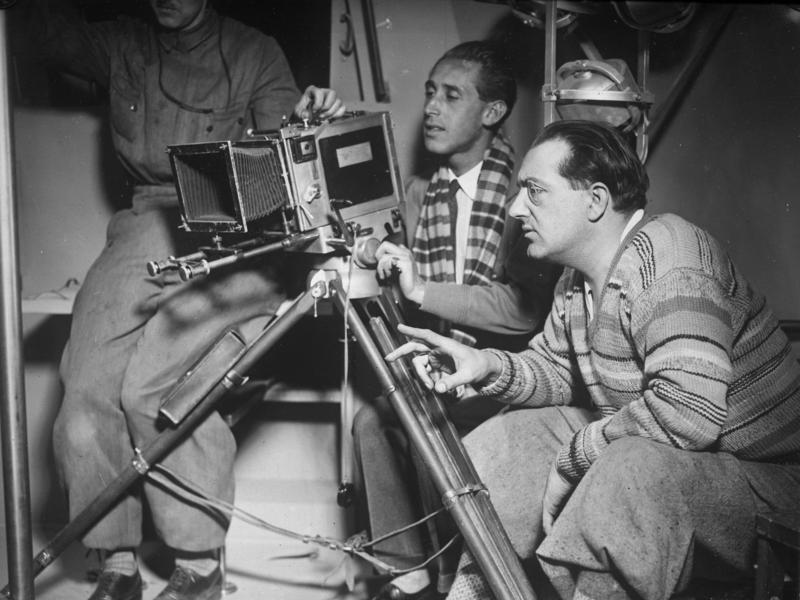
Fritz Lang e equipe em uma das tomadas do filme.

| Nome                                         | Pais(es)          |
| -------------------------------------------- | ----------------- |
| By Rocket to the Moon / Woman in the Moon    | Estados Unidos    |
| Die Frau im Mond                             | Alemanha Oriental |
| Girl in the Moon                             | Inglaterra        |
| Kobieta na ksiezycu                          | Polonia           |
| La femme dans la lune / La femme sur la lune | França            |
| La mujer en la luna / Una mujer en la luna   | Espanha           |
| Månraketen                                   | Suécia            |
| Matka kuuhun                                 | Finlândia         |
| Naine kuul                                   | Estônia           |
| Taxeidi sti selini                           | Grécia            |
| Una donna nella luna                         | Itália            |